# Coppa Davis 2006 Zona Asia/Oceania
La Zona Asia/Oceania (Asia and Oceania Zone) è una delle tre divisioni zonali nell'ambito della Coppa Davis 2006.

## Gruppo I
|                                                         | Play-off 2º turno 22-24 settembre                       | Play-off 2º turno 22-24 settembre                       | Play-off 2º turno 22-24 settembre                       |                                                         |  | Play-off 1º turno 7-9 aprile | Play-off 1º turno 7-9 aprile | Play-off 1º turno 7-9 aprile |                              |                                       | 1º turno 10-12 febbraio               | 1º turno 10-12 febbraio               | 1º turno 10-12 febbraio               |                                    |                                                             | 2º turno 7-9 aprile                                         | 2º turno 7-9 aprile                                         | 2º turno 7-9 aprile                                         |                                                             |                               |
|                                                         |                                                         |                                                         |                                                         |                                                         |  |                              |                              |                              |                              |                                       |                                       |                                       |                                       |                                    |                                                             |                                                             |                                                             |                                                             |                                                             |                               |
|                                                         |                                                         |                                                         |                                                         |                                                         |  |                              |                              |                              |                              |                                       | Changwon, Corea del Sud (Cemento)     |                                       |                                       |                                    |                                                             |                                                             |                                                             |                                                             |                                                             |                               |
|                                                         |                                                         |                                                         |                                                         |                                                         |  |                              |                              |                              |                              |                                       | S                                     | India                                 | 1                                     |                                    |                                                             |                                                             |                                                             |                                                             |                                                             |                               |
|                                                         |                                                         |                                                         |                                                         |                                                         |  | Mumbai, India (erba)         | Mumbai, India (erba)         | Mumbai, India (erba)         | Mumbai, India (erba)         |                                       |                                       | Corea del Sud                         | 4                                     |                                    |                                                             | Taipei, Taiwan (Cemento)                                    | Taipei, Taiwan (Cemento)                                    | Taipei, Taiwan (Cemento)                                    | Taipei, Taiwan (Cemento)                                    | Taipei, Taiwan (Cemento)      |
|                                                         |                                                         |                                                         |                                                         |                                                         |  | S                            | India                        | 3                            |                              |                                       |                                       |                                       |                                       |                                    |                                                             | Corea del Sud                                               | 3                                                           |                                                             |                                                             |                               |
|                                                         |                                                         |                                                         |                                                         |                                                         |  | S                            | Pakistan                     | 2                            |                              | Taipei, Taiwan (Cemento)              | Taipei, Taiwan (Cemento)              | Taipei, Taiwan (Cemento)              | Taipei, Taiwan (Cemento)              |                                    |                                                             | Taipei cinese                                               | 2                                                           |                                                             |                                                             |                               |
|                                                         |                                                         |                                                         |                                                         |                                                         |  |                              |                              |                              |                              | S                                     | Pakistan                              | 2                                     |                                       |                                    |                                                             |                                                             |                                                             |                                                             |                                                             |                               |
|                                                         | Pechino, Cina (Cemento indoor)                          | Pechino, Cina (Cemento indoor)                          | Pechino, Cina (Cemento indoor)                          | Pechino, Cina (Cemento indoor)                          |  |                              |                              |                              |                              |                                       | Taipei cinese                         | 3                                     |                                       |                                    |                                                             |                                                             |                                                             |                                                             |                                                             |                               |
|                                                         | S                                                       | Pakistan                                                | 0                                                       |                                                         |  |                              |                              |                              |                              |                                       |                                       |                                       |                                       |                                    |                                                             |                                                             |                                                             |                                                             |                                                             |                               |
|                                                         |                                                         | Cina                                                    | 5                                                       |                                                         |  |                              |                              |                              |                              | Osaka, Giappone (Sintetico indoor)    | Osaka, Giappone (Sintetico indoor)    | Osaka, Giappone (Sintetico indoor)    | Osaka, Giappone (Sintetico indoor)    | Osaka, Giappone (Sintetico indoor) |                                                             |                                                             |                                                             |                                                             |                                                             |                               |
|                                                         |                                                         |                                                         |                                                         |                                                         |  |                              |                              |                              |                              |                                       |                                       | Cina                                  | 0                                     |                                    |                                                             |                                                             |                                                             |                                                             |                                                             |                               |
|                                                         |                                                         |                                                         |                                                         |                                                         |  | Tashkent, Uzbekistan (Terra) | Tashkent, Uzbekistan (Terra) | Tashkent, Uzbekistan (Terra) | Tashkent, Uzbekistan (Terra) |                                       | S                                     | Giappone                              | 5                                     |                                    |                                                             | Bangkok, Thailandia (Cemento)                               | Bangkok, Thailandia (Cemento)                               | Bangkok, Thailandia (Cemento)                               | Bangkok, Thailandia (Cemento)                               | Bangkok, Thailandia (Cemento) |
|                                                         |                                                         |                                                         |                                                         |                                                         |  | Cina                         | 0                            |                              |                              |                                       |                                       |                                       |                                       | S                                  | Giappone                                                    | 2                                                           |                                                             |                                                             |                                                             |                               |
|                                                         |                                                         |                                                         |                                                         |                                                         |  |                              | Uzbekistan                   | 3                            |                              | Tashkent, Uzbekistan (Cemento indoor) | Tashkent, Uzbekistan (Cemento indoor) | Tashkent, Uzbekistan (Cemento indoor) | Tashkent, Uzbekistan (Cemento indoor) |                                    | S                                                           | Thailandia                                                  | 3                                                           |                                                             |                                                             |                               |
|                                                         |                                                         |                                                         |                                                         |                                                         |  |                              |                              |                              |                              |                                       | Uzbekistan                            | 2                                     |                                       |                                    |                                                             |                                                             |                                                             |                                                             |                                                             |                               |
|                                                         |                                                         |                                                         |                                                         |                                                         |  |                              |                              |                              |                              |                                       | S                                     | Thailandia                            | 3                                     |                                    |                                                             |                                                             |                                                             |                                                             |                                                             |                               |
| Pakistan retrocessa al Group II della Coppa Davis 2007. | Pakistan retrocessa al Group II della Coppa Davis 2007. | Pakistan retrocessa al Group II della Coppa Davis 2007. | Pakistan retrocessa al Group II della Coppa Davis 2007. | Pakistan retrocessa al Group II della Coppa Davis 2007. |  |                              |                              |                              |                              |                                       |                                       |                                       |                                       |                                    | Corea del Sud e Thailandia ammesse ai World Group Play-off. | Corea del Sud e Thailandia ammesse ai World Group Play-off. | Corea del Sud e Thailandia ammesse ai World Group Play-off. | Corea del Sud e Thailandia ammesse ai World Group Play-off. | Corea del Sud e Thailandia ammesse ai World Group Play-off. |                               |

## Gruppo II
|                                                                   | Play-off 7-9 aprile                                               | Play-off 7-9 aprile                                               | Play-off 7-9 aprile                                               |                                                                   |                                 | 1º turno 10-12 febbraio                  | 1º turno 10-12 febbraio         | 1º turno 10-12 febbraio         |                           |                           | 2º turno 7-9 aprile                 | 2º turno 7-9 aprile                 | 2º turno 7-9 aprile                 |                                     |                                                        | 3º turno 22-24 settembre                               | 3º turno 22-24 settembre                               | 3º turno 22-24 settembre                               |                                                        |                                     |
|                                                                   |                                                                   |                                                                   |                                                                   |                                                                   |                                 |                                          |                                 |                                 |                           |                           |                                     |                                     |                                     |                                     |                                                        |                                                        |                                                        |                                                        |                                                        |                                     |
|                                                                   |                                                                   |                                                                   |                                                                   |                                                                   |                                 | Auckland, Nuova Zelanda (Cemento indoor) |                                 |                                 |                           |                           |                                     |                                     |                                     |                                     |                                                        |                                                        |                                                        |                                                        |                                                        |                                     |
|                                                                   |                                                                   |                                                                   |                                                                   |                                                                   |                                 | S                                        | Nuova Zelanda                   | 5                               |                           |                           |                                     |                                     |                                     |                                     |                                                        |                                                        |                                                        |                                                        |                                                        |                                     |
|                                                                   | Jounieh, Libano (Terra)                                           | Jounieh, Libano (Terra)                                           | Jounieh, Libano (Terra)                                           | Jounieh, Libano (Terra)                                           |                                 |                                          | Libano                          | 0                               |                           |                           | Almaty, Kazakistan (Cemento indoor) | Almaty, Kazakistan (Cemento indoor) | Almaty, Kazakistan (Cemento indoor) | Almaty, Kazakistan (Cemento indoor) | Almaty, Kazakistan (Cemento indoor)                    |                                                        |                                                        |                                                        |                                                        |                                     |
|                                                                   |                                                                   | Libano                                                            | 0                                                                 |                                                                   |                                 |                                          |                                 |                                 |                           | S                         | Nuova Zelanda                       | 2                                   |                                     |                                     |                                                        |                                                        |                                                        |                                                        |                                                        |                                     |
|                                                                   | S                                                                 | Kuwait                                                            | 5                                                                 |                                                                   | Kuwait City, Kuwait (Cemento)   | Kuwait City, Kuwait (Cemento)            | Kuwait City, Kuwait (Cemento)   | Kuwait City, Kuwait (Cemento)   |                           |                           | Kazakistan                          | 3                                   |                                     |                                     |                                                        |                                                        |                                                        |                                                        |                                                        |                                     |
|                                                                   |                                                                   |                                                                   |                                                                   |                                                                   | S                               | Kuwait                                   | 2                               |                                 |                           |                           |                                     |                                     |                                     |                                     |                                                        |                                                        |                                                        |                                                        |                                                        |                                     |
|                                                                   |                                                                   |                                                                   |                                                                   |                                                                   |                                 |                                          | Kazakistan                      | 3                               |                           |                           |                                     |                                     |                                     |                                     |                                                        | Almaty, Kazakistan (Cemento indoor)                    | Almaty, Kazakistan (Cemento indoor)                    | Almaty, Kazakistan (Cemento indoor)                    | Almaty, Kazakistan (Cemento indoor)                    | Almaty, Kazakistan (Cemento indoor) |
|                                                                   |                                                                   |                                                                   |                                                                   |                                                                   |                                 |                                          |                                 |                                 |                           |                           |                                     |                                     |                                     |                                     |                                                        |                                                        | Kazakistan                                             | 3                                                      |                                                        |                                     |
|                                                                   |                                                                   |                                                                   |                                                                   |                                                                   |                                 | Hong Kong, Cina (Cemento)                | Hong Kong, Cina (Cemento)       | Hong Kong, Cina (Cemento)       | Hong Kong, Cina (Cemento) | Hong Kong, Cina (Cemento) |                                     |                                     |                                     |                                     |                                                        | S                                                      | Indonesia                                              | 2                                                      |                                                        |                                     |
|                                                                   |                                                                   |                                                                   |                                                                   |                                                                   |                                 |                                          | Pacific Oceania                 | 1                               |                           |                           |                                     |                                     |                                     |                                     |                                                        |                                                        |                                                        |                                                        |                                                        |                                     |
|                                                                   | Nouméa, Nuova Caledonia (Cemento)                                 | Nouméa, Nuova Caledonia (Cemento)                                 | Nouméa, Nuova Caledonia (Cemento)                                 | Nouméa, Nuova Caledonia (Cemento)                                 |                                 | S                                        | Hong Kong                       | 4                               |                           |                           | Surabaya, Indonesia (Cemento)       | Surabaya, Indonesia (Cemento)       | Surabaya, Indonesia (Cemento)       | Surabaya, Indonesia (Cemento)       | Surabaya, Indonesia (Cemento)                          |                                                        |                                                        |                                                        |                                                        |                                     |
|                                                                   |                                                                   | Pacific Oceania                                                   | 3                                                                 |                                                                   |                                 |                                          |                                 |                                 |                           | S                         | Hong Kong                           | 0                                   |                                     |                                     |                                                        |                                                        |                                                        |                                                        |                                                        |                                     |
|                                                                   |                                                                   | Malaysia                                                          | 2                                                                 |                                                                   | Balikpapan, Indonesia (Cemento) | Balikpapan, Indonesia (Cemento)          | Balikpapan, Indonesia (Cemento) | Balikpapan, Indonesia (Cemento) |                           | S                         | Indonesia                           | 5                                   |                                     |                                     |                                                        |                                                        |                                                        |                                                        |                                                        |                                     |
|                                                                   |                                                                   |                                                                   |                                                                   |                                                                   |                                 | Malaysia                                 | 0                               |                                 |                           |                           |                                     |                                     |                                     |                                     |                                                        |                                                        |                                                        |                                                        |                                                        |                                     |
|                                                                   |                                                                   |                                                                   |                                                                   |                                                                   |                                 | S                                        | Indonesia                       | 5                               |                           |                           |                                     |                                     |                                     |                                     |                                                        |                                                        |                                                        |                                                        |                                                        |                                     |
| Libano e Malaysia retrocesse al Group III della Coppa Davis 2007. | Libano e Malaysia retrocesse al Group III della Coppa Davis 2007. | Libano e Malaysia retrocesse al Group III della Coppa Davis 2007. | Libano e Malaysia retrocesse al Group III della Coppa Davis 2007. | Libano e Malaysia retrocesse al Group III della Coppa Davis 2007. |                                 |                                          |                                 |                                 |                           |                           |                                     |                                     |                                     |                                     | Kazakhstan promossa al Group I della Coppa Davis 2007. | Kazakhstan promossa al Group I della Coppa Davis 2007. | Kazakhstan promossa al Group I della Coppa Davis 2007. | Kazakhstan promossa al Group I della Coppa Davis 2007. | Kazakhstan promossa al Group I della Coppa Davis 2007. |                                     |

## Gruppo III
Località: Manila Polo Club, Makati City, Manila, Filippine (Terra)

Data: 19-23 luglio
|   | Gruppo A        | PHI | SRI | VIE | SIN |   |                      | Gruppo B | IRI | KSA | BRN | BAN |
| 1 | Filippine (3-0) |     | 3-0 | 3-0 | 3-0 | 1 | Iran (3-0)           |          | 3-0 | 3-0 | 3-0 |     |
| 2 | Sri Lanka (2-1) | 0-3 |     | 2-1 | 3-0 | 2 | Arabia Saudita (2-1) | 0-3      |     | 2-1 | 2-1 |     |
| 3 | Vietnam (1-2)   | 0-3 | 1-2 |     | 2-1 | 3 | Bahrein (1-2)        | 0-3      | 1-2 |     | 2-1 |     |
| 4 | Singapore (0-3) | 0-3 | 0-3 | 1-2 |     | 4 | Bangladesh (0-3)     | 0-3      | 1-2 | 1-2 |     |     |

|   | 1°-4° Play-off       | PHI | IRI | SRI | KSA |   |                  | 5°-8° Play-off | VIE | SIN | BRN | BAN |
| 1 | Filippine (3-0)      |     | 3-0 | 3-0 | 3-0 | 1 | Vietnam (3-0)    |                | 2-1 | 3-0 | 2-1 |     |
| 2 | Iran (2-1)           | 0-3 |     | 2-1 | 3-0 | 2 | Singapore (2-1)  | 1-2            |     | 2-1 | 2-1 |     |
| 3 | Sri Lanka (1-2)      | 0-3 | 1-2 |     | 2-1 | 3 | Bahrein (1-2)    | 0-3            | 1-2 |     | 2-1 |     |
| 4 | Arabia Saudita (0-3) | 0-3 | 0-3 | 1-2 |     | 4 | Bangladesh (0-3) | 1-2            | 1-2 | 1-2 |     |     |

- Filippine ed Iran promosse al Gruppo II della Coppa Davis 2007.
- Bahrain e Bangladesh retrocesse nel Gruppo IV della Coppa Davis 2007.

## Gruppo IV
Località: Al Hussein Tennis Club, Amman, Giordania (Cemento)

Data: 5-9 aprile
|   | Pool A         | OMA | IRQ | MYA | QAT |
| 1 | Oman (3-0)     |     | 3-0 | 3-0 | 3-0 |
| 2 | Iraq (2-1)     | 0-3 |     | 2-1 | 2-1 |
| 3 | Birmania (1-2) | 0-3 | 1-2 |     | 2-1 |
| 4 | Qatar (0-3)    | 0-3 | 1-2 | 1-2 |     |

|   | Pool B                    | UAE | SYR | TJK | JOR | TKM |
| 1 | Emirati Arabi Uniti (4-0) |     | 2-1 | 3-0 | 3-0 | 3-0 |
| 2 | Siria (3-1)               | 1-2 |     | 2-1 | 2-1 | 3-0 |
| 3 | Tagikistan (2-2)          | 0-3 | 1-2 |     | 2-1 | 3-0 |
| 4 | Giordania (1-3)           | 0-3 | 1-2 | 1-2 |     | 3-0 |
| 5 | Turkmenistan (0-4)        | 0-3 | 0-3 | 0-3 | 0-3 |     |

- Oman e Emirari Arabi Uniti promosse al Gruppo III della Coppa Davis 2007.